# Université de Chongshin (métro de Séoul)
Isu
Pour les articles homonymes, voir Isu.
Université de Chongshin (hangeul : 총신대입구 ; hanja : 總神大入口, officiellement nommée en anglais Chongsin University et sous nommée Isu) est une station, de corresspondance entre la ligne 4 et la ligne 7 du métro de Séoul. Elle est située aux 117 Dongjak-daero et 310 Sadang-ro, quartier Sadang-dong, dans l'arrondissement de Dongjak-gu, à Séoul en Corée du Sud.
Ouverte en 1985, elle devient une station de correspondance en 2000. Elle est desservie par les rames omnibus et express qui circulent sur la ligne 4 et par les rames omnibus qui circulent sur la ligne 7.

## Situation sur le réseau

Plan du réseau (2023)

La station Université de Chongshin ou Issu est une station de correspondance entre la ligne 4 et la ligne 7 du métro de Séoul, : 
sur la ligne 4, établie en souterrain et nommée visuellement « Chnongshin Univ. (Isu) », elle est située entre la station Dongjak, en direction du terminus nord Jinjeop, et la station Sadang, en direction du terminus sud-ouest Oido', ;
sur la ligne 7, établie en souterrain et nommée visuellement « Isu », elle est située entre la station Naebang, en direction du terminus nord Jangam, et la station Namseong, en direction du terminus ouest Seongnam,. 

## Histoire
La station de passage, nommée Chongshin University de la ligne 4 du métro de Séoul, est mise en service le 18 octobre 1985 lors de l'ouverture à l'exploitation des 11,8 km de Sanggye à Université de Hansung.
Le 1er août 2000, elle devient une station de correspondance lors de la mise en service de la station, nommée îsu, de la ligne 7 du métro de Séoul, lors de l'ouverture à l'exploitation, des 17 km, de Université de Konkuk à Sinpung.

## Services aux voyageurs

### Accès et accueil
Située au 117 Dongjak-daero (L4) et au 310 Sadang-ro (L7), quartier Sadang-dong, la station dispose de 14 bouches numérotées de 1 à 14. Elle est constituée de plusieurs niveaux souterrains reliés entre eux et à la surface par des escaliers, des escaliers mécaniques et des ascenseurs. Elle dispose de billetteries équipées d'automate notamment pour l'achat des titres de transport.

### Desserte

#### Station ligne 4
Université de Chongshin (L4) est desservie par les rames omnibus de la 4 ainsi que par les rames express qui circulent sur cette même ligne.

Installations
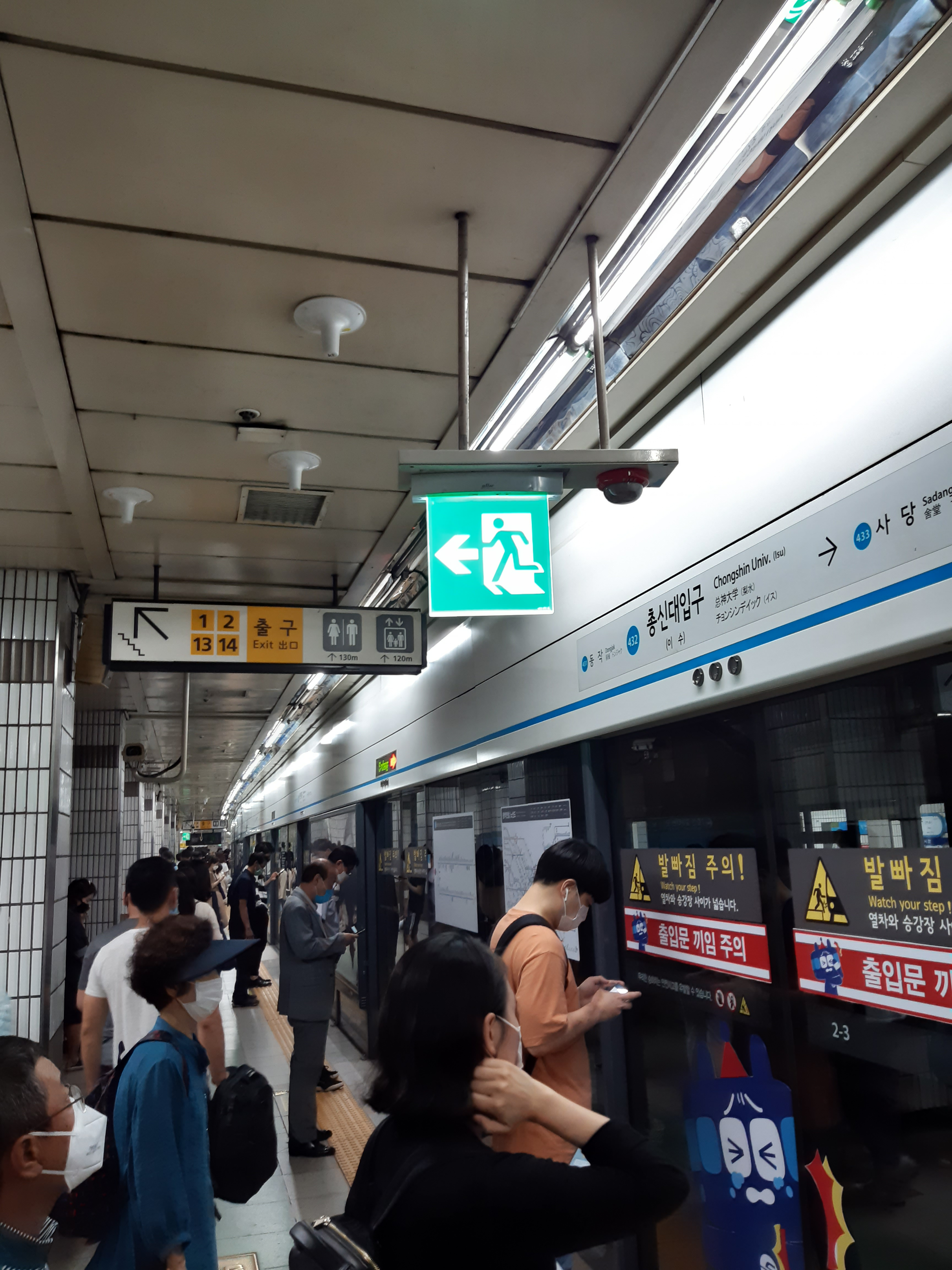
En 2020.
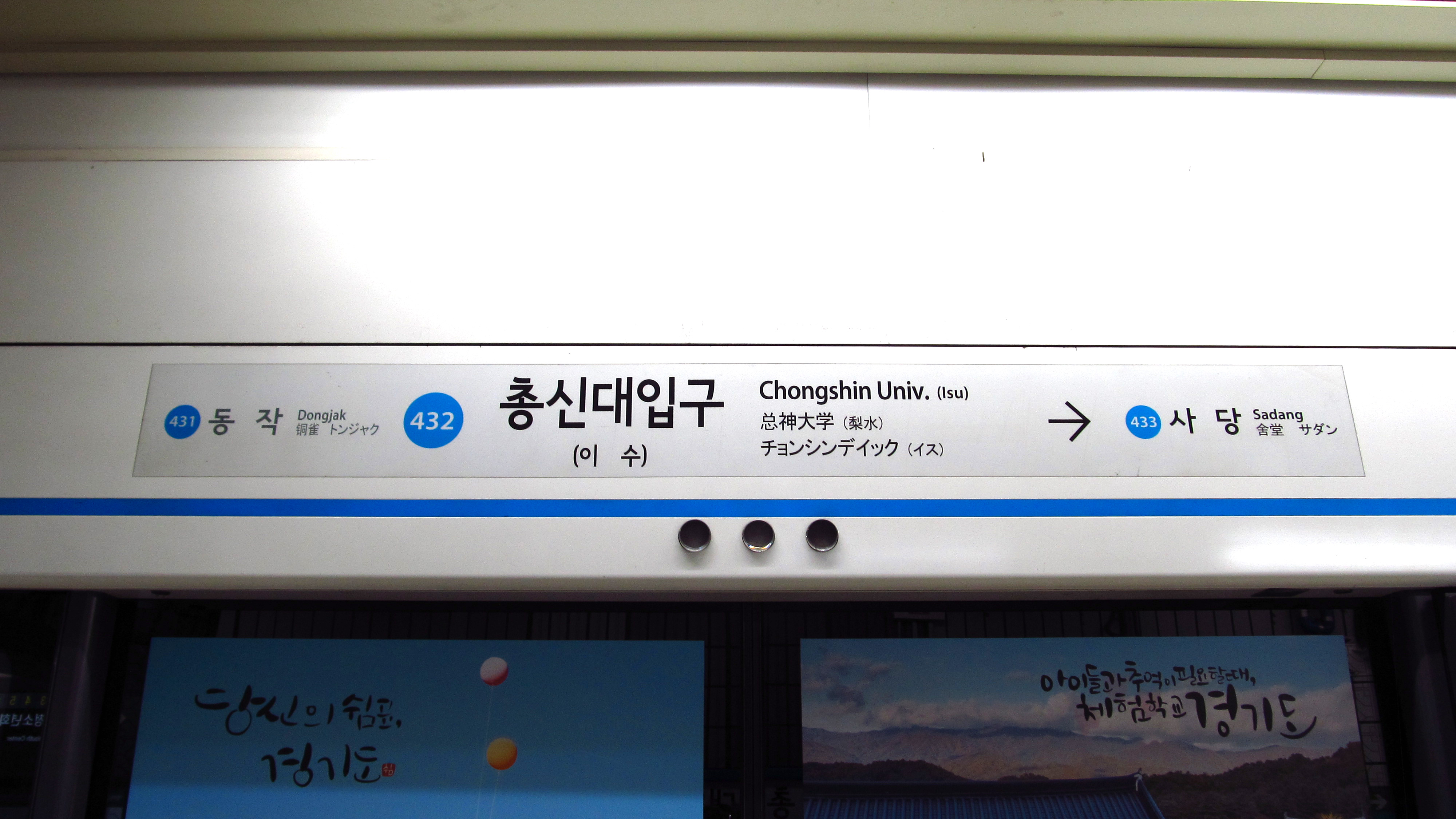
En 2019.
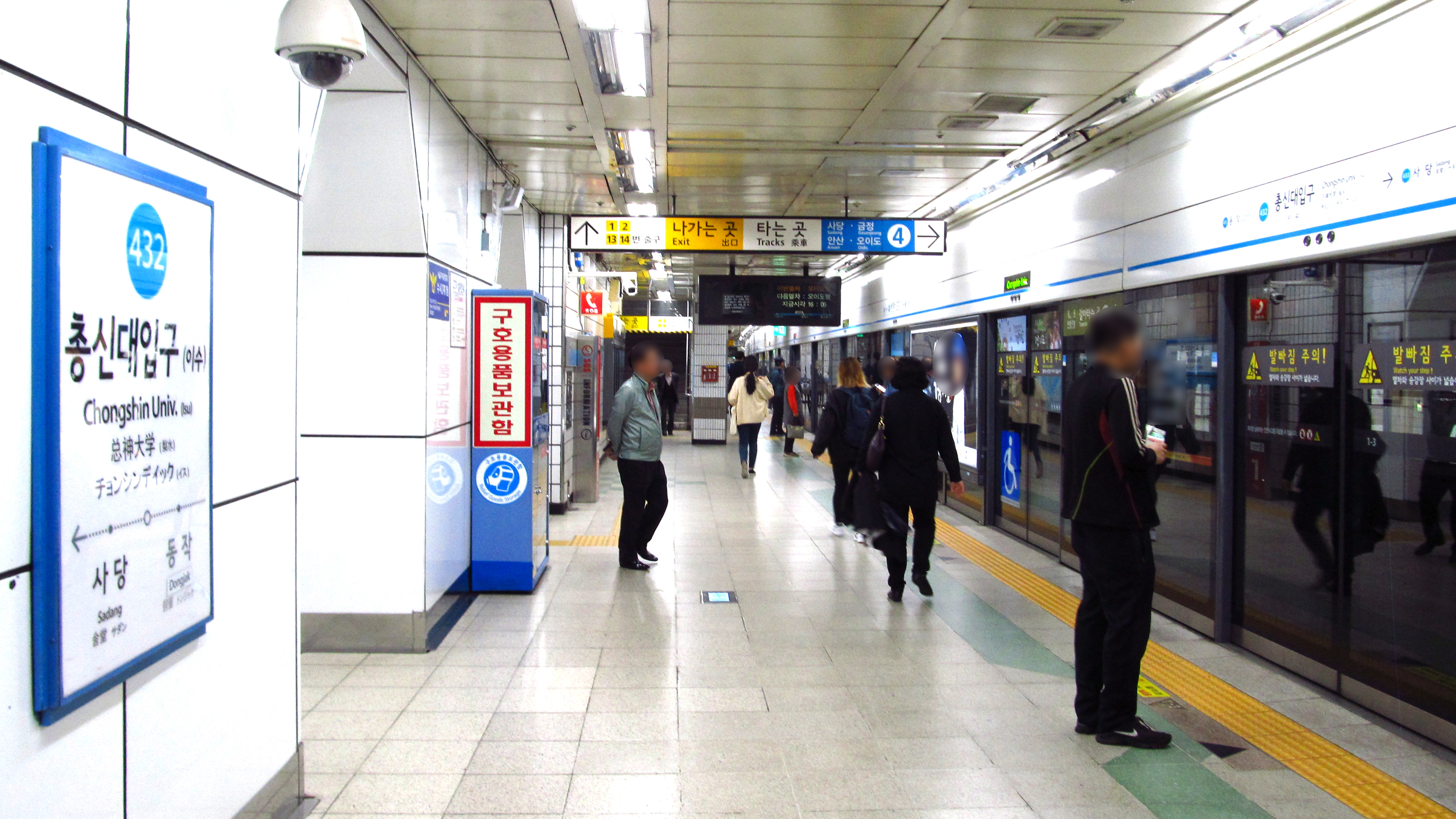
En 2019.

#### Station ligne 7
Isu (L7) est desservie par les rames omnibus de la 7.

Installations
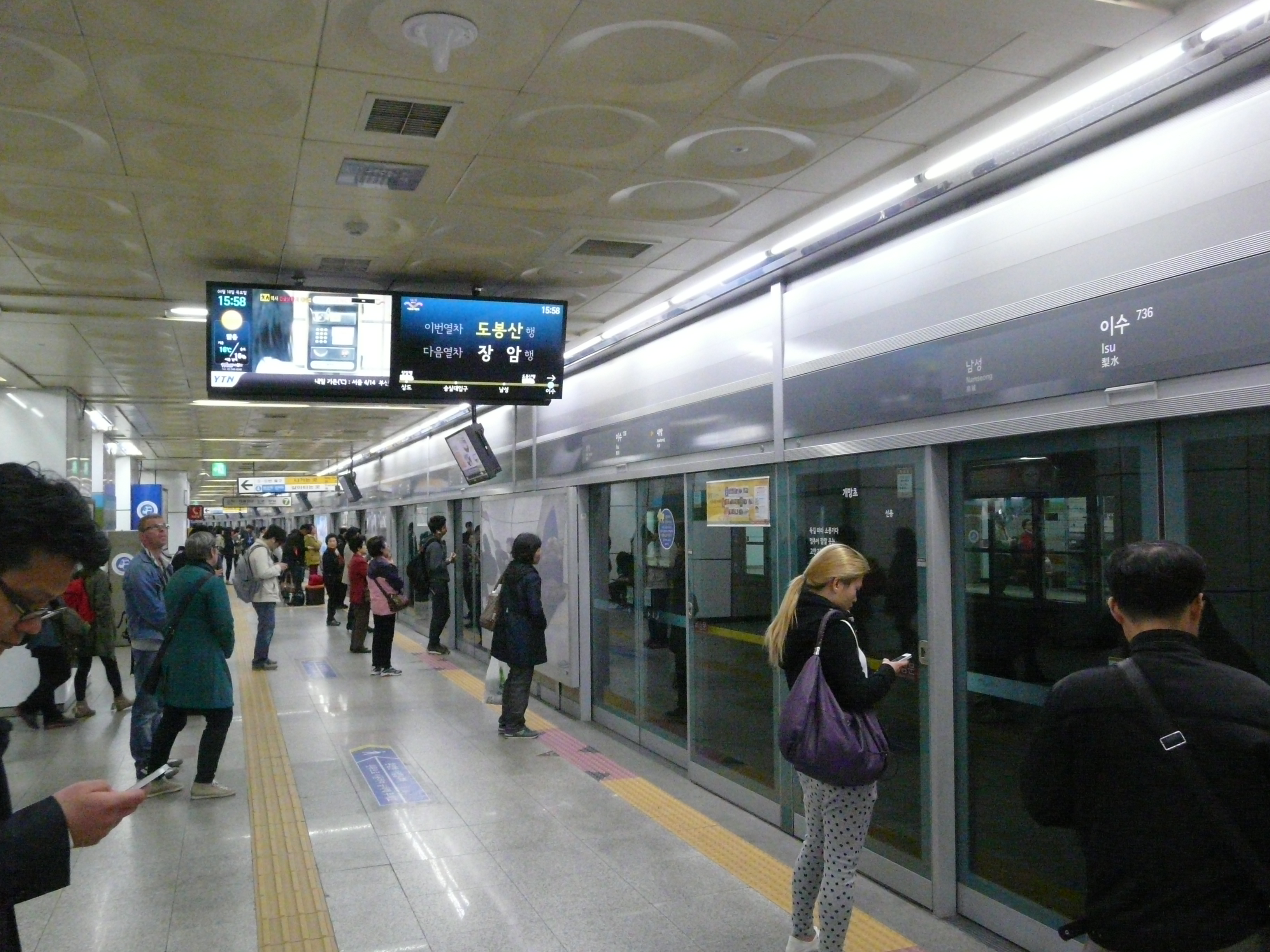
En 2013.
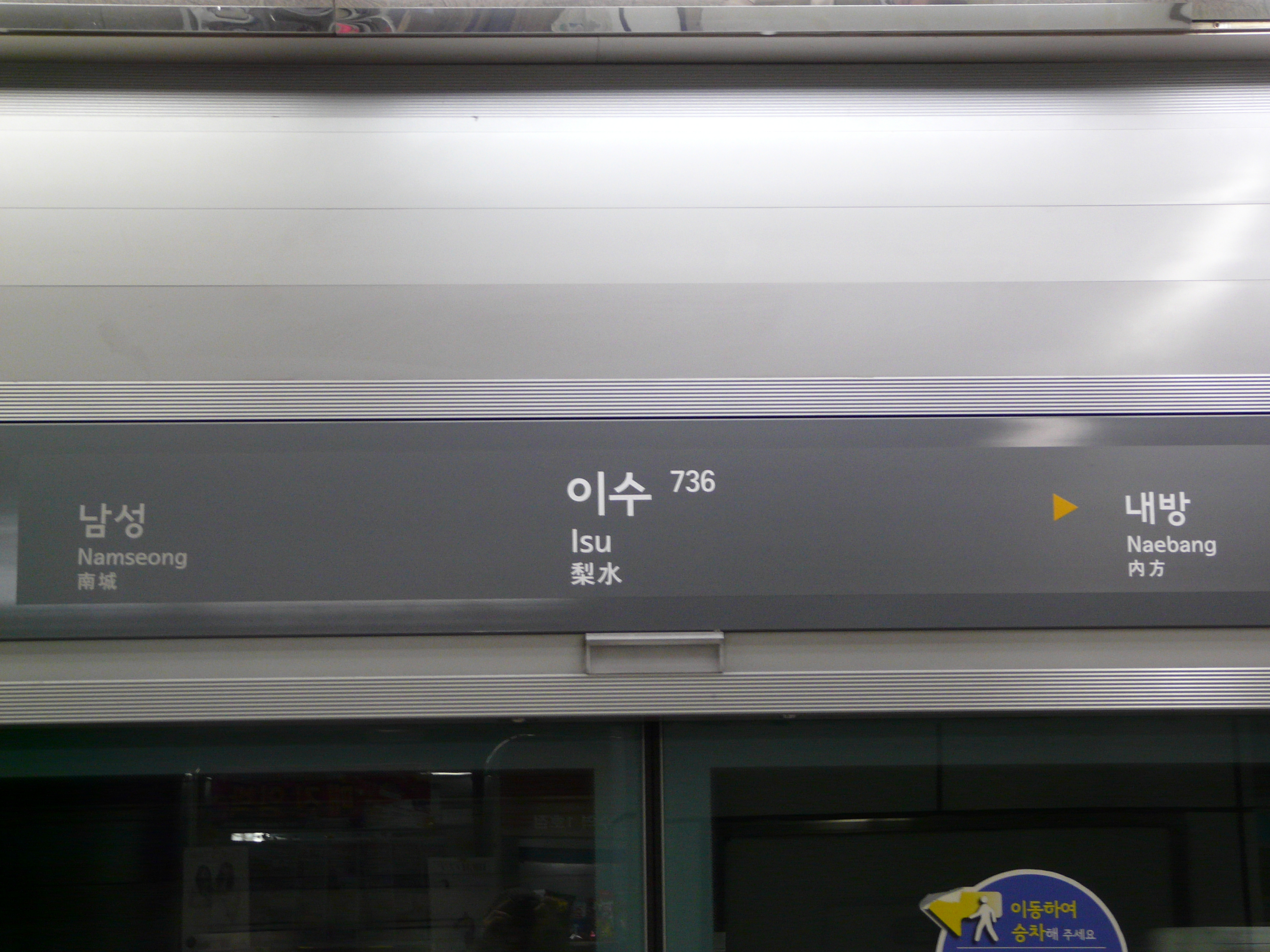
En 2013
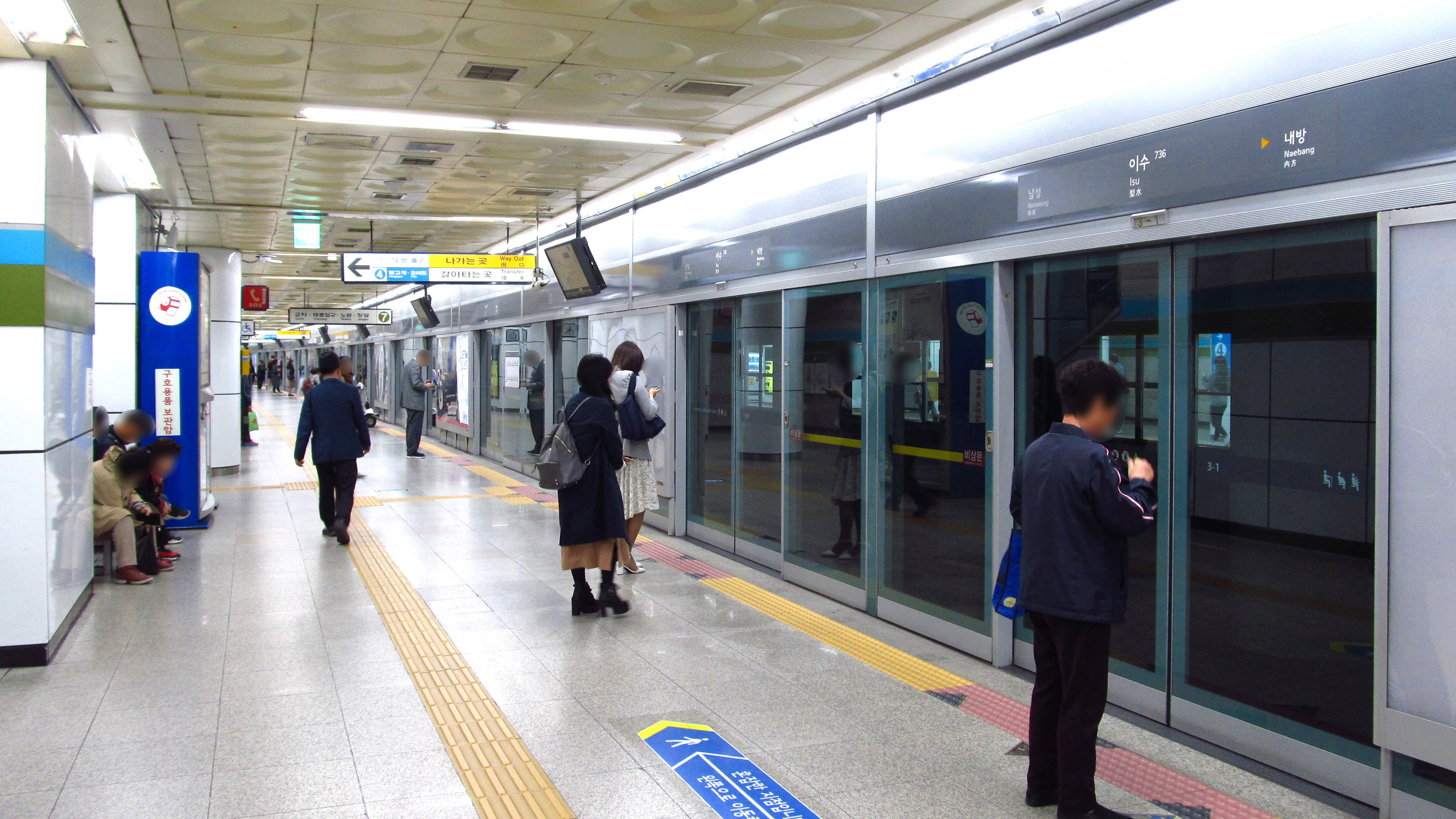
En 2019.

### Intermodalité
Des arrêts de bus sont situés à proximité.

## À proximité
Elle dessert notamment le lycée pour filles Seomun, le collège Isu et l'université de Chongshin